# Catocala intermedia
Catocala intermedia är en fjärilsart som beskrevs av Bang-haas. Catocala intermedia ingår i släktet Catocala och familjen nattflyn. Inga underarter finns listade i Catalogue of Life.